# Crassula tenuipedicellata
Crassula tenuipedicellata là một loài thực vật có hoa trong họ Crassulaceae. Loài này được Schönland & Baker f. miêu tả khoa học đầu tiên năm 1902.